# 李逢盛
李逢盛，字汝暘，號春宇，湖廣永州府祁阳县人。明朝政治人物、進士出身。

## 生平
四月十五日生，萬曆七年（1579年）己卯科湖廣鄉試舉人，十七年（1589年）己丑科進士，都察院觀政，六月授无锡县知县，十八年被論回籍，卒。

## 家族
曾祖李楊。祖李勤。父李华，生员。